# Sergei Iossifowitsch Awakjanz

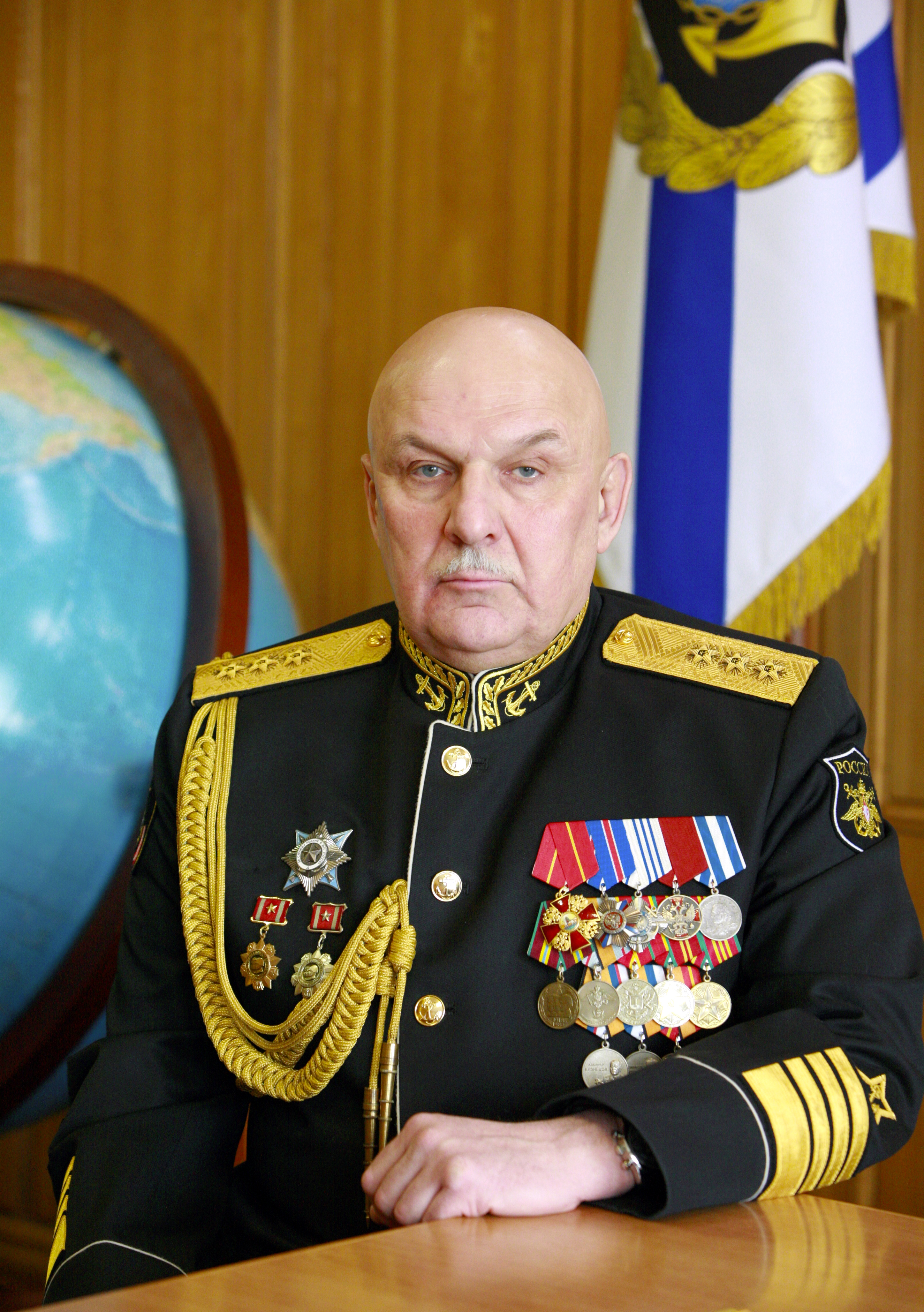
Sergei Awakjanz, 2018

Sergei Iossifowitsch Awakjanz (russisch Сергей Иосифович Авакянц; * 6. April 1957 in Jerewan) ist ein russischer Admiral, der bis zu seiner Entlassung im Jahr 2023 Kommandeur der Pazifikflotte war.

## Leben
Awakjanz, Sohn eines Offiziers der Sowjetischen Seekriegsflotte, besuchte von 1975 bis 1980 die Schwarzmeer-Offiziershochschule P.S. Nachimow in Sewastopol. Seine Dienstlaufbahn in den sowjetischen Streitkräften begann er bei der Nordflotte als Kommandeur des Artilleriegefechtsabschnitts auf dem Zerstörer Admiral Jumaschew. Auf diesem Schiff diente er zuerst als Zweiter, dann von 1980 bis 1989 als Erster Offizier und anschließend von 1996 bis 1998 als Kommandant des Raketenkreuzers Marschall Ustinow. 1991 absolvierte er ein zweijähriges Studium an der Seekriegsakademie N. G. Kusnezow. Von 1998 bis 2001 arbeitete er als Stabschef der 43. Raketenschiffsdivision und von 2001 bis 2003 als ihr Kommandeur. Im Anschluss war er bis 2005 Kommandeur des 7. Operativen Geschwaders. 2005 begann er ein Studium an der Militärakademie des Generalstabes der Russischen Streitkräfte, die er 2007 erfolgreich abschloss. Er wurde daraufhin von Mai bis September 2007 für die Tätigkeit als Stabschef der Noworossijsker Marinebasis der Schwarzmeerflotte vorgesehen. Awakjanz übernahm aber stattdessen bis 2010 den Kommandeursposten der der Pazifikflotte unterstellten Primorsker Flottille.
Auf Anordnung des Präsidenten der Russischen Föderation vom 25. August 2010 wurde er zum Stabschef der Pazifikflotte ernannt. Am 29. Oktober 2010 übernahm er die Aufgaben des Kommandeurs der Pazifikflotte, nachdem Admiral Sidenko zum Kommandeur des Fernöstlichen Militärbezirks bestimmt worden war. Awakjanz kommandiert seit 3. Mai 2012 die Pazifikflotte und wurde am 13. Dezember 2012 vom russischen Verteidigungsminister zum Vizeadmiral befördert. Zwei Jahre später erfolgte seine Beförderung zum Admiral.
Im April 2023 wurde Awakjanz in den Ruhestand bzw. in die Reserve entlassen. Unabhängige russische Medien wiesen auf die hohen Verluste hin, die eine Brigade der Pazifikflotte im Krieg in der Ukraine erlitten haben soll.
Seit 2023 ist Sergej Awakjanz Direktor des Instituts für Militärökonomie und Strategie an der Nationalen Forschungsuniversität – Hochschule für Ökonomie in Moskau.

## Auszeichnungen
- Medaille des Verdienstordens für das Vaterland 2. Klasse
- 1996: Orden für Militärische Verdienste (Russland)
- 2010: Orden für Verdienste zur See (Russland)
- 2016: Alexander-Newski-Orden
- Orden „Für den Dienst am Vaterland in den Streitkräften der UdSSR“ 3. Klasse
- Weitere Medaillen

## Veröffentlichungen (Auswahl)
- Von der passiven zur aktiven Abschreckung. Russlands neue Sicherheits- und Geopolitik. (Mit Dmitrij Trenin, Sergej Karaganow). In: WeltTrends, Potsdam 2025.[5] (Auszug) Einführung und Kurzfassung. In: DGKSP-Diskussionspapiere, Nr. 43[6]
- Weitere Pressepublikationen.[7]